# Талія аль Гул
Талія Аль Гул (англ. Thalia Al Ghul; від араб. تاليا الغول) — вигадана лиходійка всесвіту DC Comics, донька Ра'с аль Гула, вперше з'явилися в коміксі «Detective Comics #411» у травні 1971, створена Деннісом О'Ніллом. Найупізнаваніша за батьковим прізвищем «Аль Гул» і своїм тимчасовим романом із Бетменом та мати п'ятого Робіна. Протягом довгих років її виставляли лиходійкою, яка не могла дати ради між протистоянню батька та коханця Бетмена.
Дебют травень 1971